# 金孝周
金 孝周（キム・ヒョージュ、ハングル：김 효주、英語：Hyo Joo Kim、1995年7月14日 - ）は、大韓民国江原道原州市出身の女子プロゴルファーである。

## 経歴
10歳でゴルフ始める。
2011年「IMGアカデミー世界ジュニアゴルフ選手権」（女子15-17歳の部）で優勝。
2012年4月にアマチュアとして出場した韓国女子プロゴルフ協会（KLPGA）ツアー「ロッテマート女子オープン」で優勝。
同年6月に同じくアマチュアとして出場した日本女子プロゴルフ協会（JLPGA）ツアー「サントリーレディスオープンゴルフトーナメント」（大会名は当時）で優勝、16歳332日での優勝は、宮里藍の18歳101日（2003年、ミヤギテレビ杯ダンロップ女子オープン）を抜いて同ツアー最年少優勝記録を更新した（当時）。また、この優勝は清元登子、宮里藍に次ぐJLPGAツアー史上3人目のアマチュア優勝となった（当時）。
同年10月KLPGAに入会しプロ転向。同年12月KLPGAと中国女子プロゴルフ協会共催の「ヒュンダイ中国レディースオープン」でプロとして初優勝。
2014年、第6代「KLPGA広報モデル」にアン・シネ、キム・ハヌル、ユン・チェヨン等と共に選出される。（KLPGA広報モデルは前年度KLPGAツアー年間獲得賞金ランキング60位以内の選手から10名程度選出される）
同年9月、全米女子プロゴルフ協会（USLPGA）ツアーと欧州女子ゴルフツアー共催の「エビアン選手権」でUSLPGAツアーのメジャー初優勝を果たす。
同年KLPGAツアーにおいて5勝をあげ、賞金女王となった。
2015年USLPGA入会、同年3月の同ツアー「JTBCファウンダーズ・カップ」で優勝。この勝利の直後に世界ランキング4位となる。
同年KLPGAツアーにおいて2勝。
2016年1月USLPGAツアー「ピュアシルク・バハマLPGAクラシック」で優勝。
2017年KLPGAツアーにおいて1勝。
2018年USLPGAツアーのメジャー大会「全米女子オープン」においてアリヤ・ジュタヌガーンとの4ホールのプレーオフの末2位となる。
2020年はKLPGAツアーに参戦し2勝、自身2度目の賞金女王となる。

## USLPGA優勝
| No. | Date          | Tournament                         | 優勝スコア      | To par | 2位との差 | 2位                | 備考         |
| --- | ------------- | ---------------------------------- | --------------- | ------ | --------- | ------------------ | ------------ |
| 1   | 2014年9月14日 | エビアン選手権                     | 61-72-72-68=273 | −11    | 1打差     | カリー・ウェブ     | メジャー大会 |
| 2   | 2015年3月22日 | JTBCファウンダーズ・カップ         | 65-69-66-67=267 | −21    | 3打差     | ステイシー・ルイス |              |
| 3   | 2016年1月31日 | ピュアシルク・バハマLPGAクラシック | 70-70-68-66=274 | −18    | 2打差     | キム・セイヨン     |              |